# Боец (скала)
Бое́ц — в некоторых регионах России название выдающихся в реку в форме мыса береговых скал («камней»), на участках с бурным течением.

## Камни наТоми

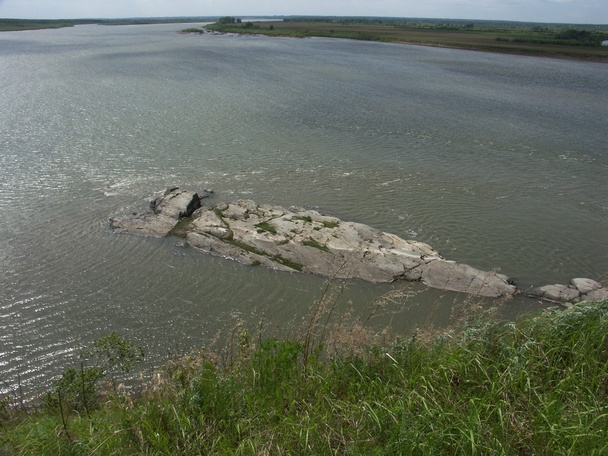
Аникин Камень
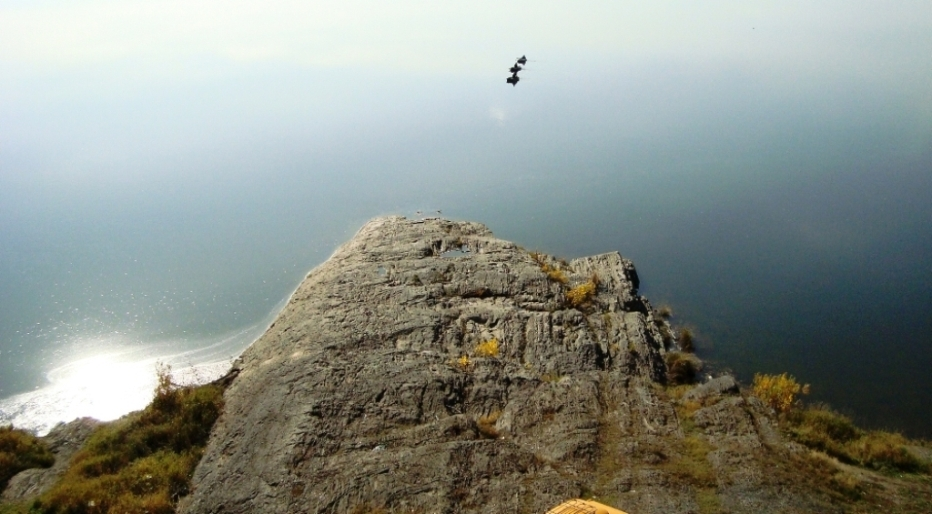
Камень Боец
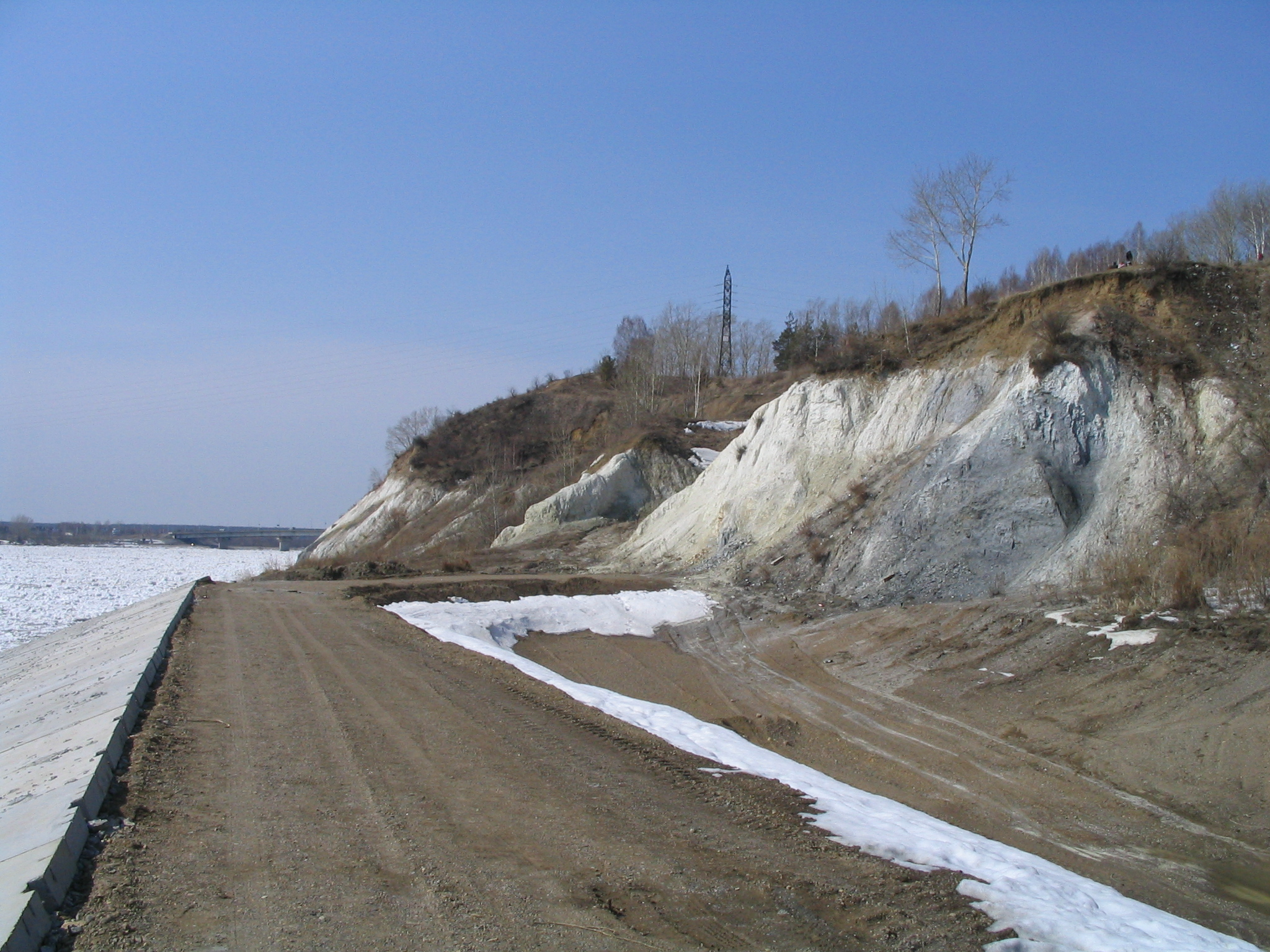
Мыс Боец — камень в Лагерном саду.

## Список камней рекиЧусовой
Список приводится по направлению течения реки

| - Слободской - Собачьи Ребра - Георгиевский - Часовой - Бобинский - Левинский - Каменский - Шайтан - Маньков - Сенькин - Висячий - Сокол - Корчаги - Ёршик - Боярин - Высокий - Ревень - Талицкий - Гребешки - Сибирский - Курочка - Заплотный | - Софроницкий - Синий - Темняш - Журавлёв - Винокуренный - Складки - Лебяжий - Курьинский - Красенький - Богатырь - Слизный - Бражкин - Висячий - Ямный - Сокол - Боярин - Балобан - Сенькин - Пестерков - Максимовский - Бурый - Танькав | - Шило - Щелеватый - Митин - Мосин - Гардьш - Корабли - Шайтан - Могильный - Камешек - Еловый - Бычок - Линевский - Черные - Свинки - Нотихинский - Высокая - Сарафанный - Худой - Востренький - Глухой - Палатка - Еленкин | - М. Владычный - Б. Владычный - Перевалочный - Гамаюченский - Ямоватый - Лысан - Печка - Присадный - Пещерный - Гребни - Лысан - Волеговы - Копна - Синенький - Темняш - Узенький - Высокий - Ершик - Мостовой - Бревенник - Гладкий - Илимский |

### Бойцы в художественной литературе
- Алексей Иванов «Золото Бунта»
- Дмитрий Наркисович Мамин-Сибиряк «Бойцы»